# Steampunk

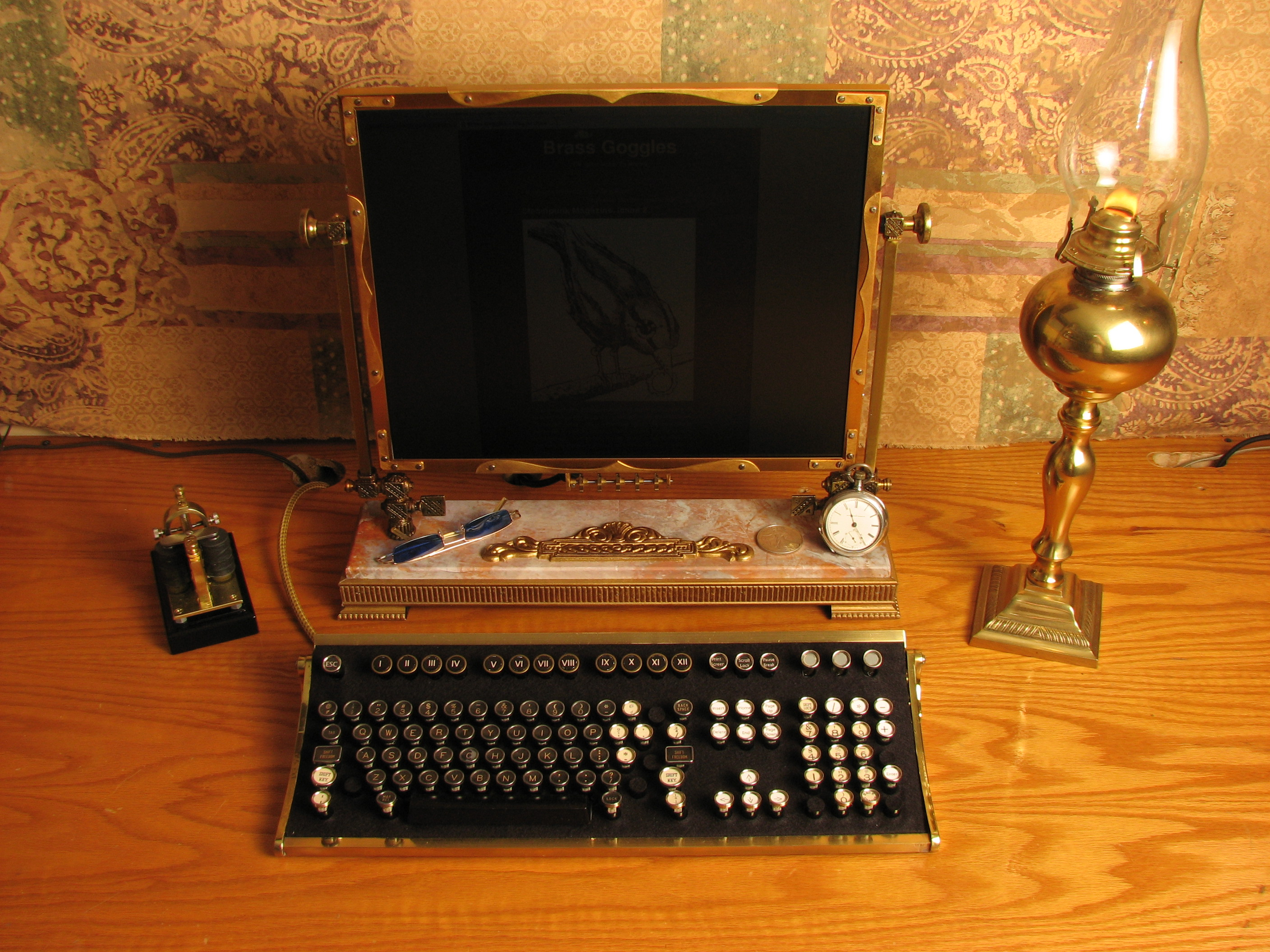
Ordinador d'estètica steampunk

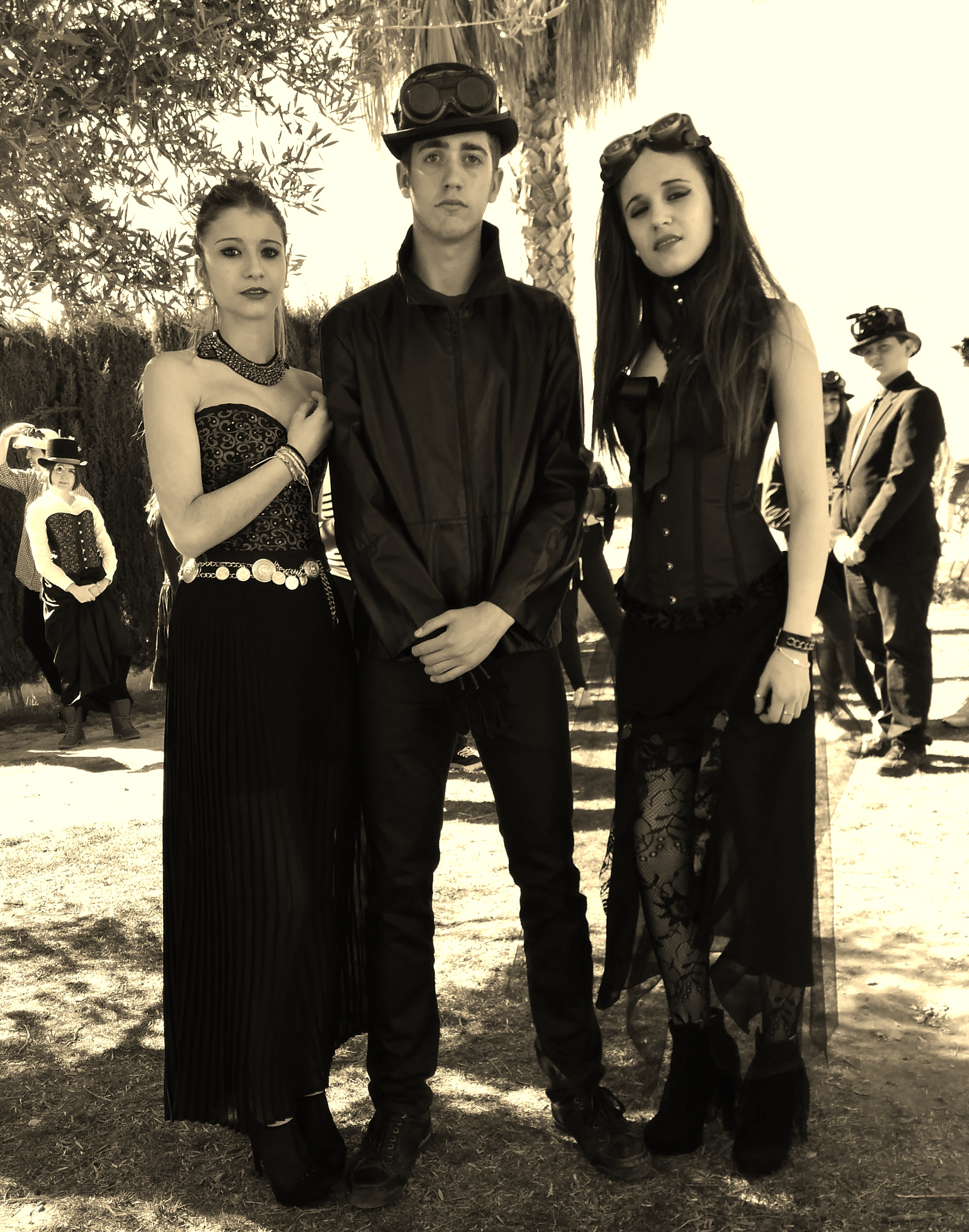
Posat en un esdeveniment steampunk.

Steampunk és un subgènere de fantasia i ciència-ficció ambientat en una època o món on l'energia originada amb les màquines de vapor és usada de manera preponderant —usualment al segle xix i, amb freqüència a l'Anglaterra victoriana—, però amb elements que provenen de la ciència-ficció o de la fantasia, invents tecnològics ficticis com els que es troben a les obres de H. G. Wells o tecnologia posterior, com els ordinadors. Amb freqüència se l'associa amb el cyberpunk.
A l'anime hi ha exemples de sèries i pel·lícules ambientades a un món steampunk.

## Origen i característiques
L'origen de l'steampunk prové de la literatura dels temps d'H. G. Wells i Jules Verne i de l'estètica de l'època victoriana a Londres. Aquest tipus de literatura estipulava sobre ciència-ficció, i oferí tanta quantitat d'efectes visuals que transcendí i generà un seguit d'interessants possibilitats que en un futur podrien ser perfectament desenvolupables.
L'època victoriana és el període on es gestà la Revolució Industrial, fet que també influenciaria l'steampunk, per donar pas a l'Edat Contemporània i conseqüentment a l'avanç tecnològic. Estèticament i argumental, la mecànica, el vapor, la industrialització o el carbó, entre d'altres aspectes influencien en la configuració de l'steampunk com a gènere literari i posteriorment cinematogràfic, el qual enllaçaria amb el cyberpunk.
El vestidor i les robes de l'steampunk són antics, i no obstant això, s'incorporen elements ucrònics, és a dir, impensables i atípics de l'època que s'està vivint.